# مسجد سیادی
مسجد سیادی به عربی ( مَسجـِد سِیادی )، مسجدی تاریخی واقع در شهر محرق، یکی از نقاط دیدنی بحرین به‌شمار می‌آید، که در وسط
«جزیره المحرق» در استان محرق به عربی ( محافظة المحرق )، در کشور بحرین واقع می‌باشد. این مسجد توسط تاجر مروارید ( اللؤلؤ ) معروف بحرینی السید: أحمد بن جاسم سیادی ساخته شده‌است.

## تاریخ بناء
این مسجد در أوائل قرن بیستم میلادی توسط شخص خیر بحرینی بنام «أحمد بن جاسم سیادی» در کنار خانهٔ شخصی وی که اکنون بنام بیت سیادی معروف است ساخته شده‌است. مسجد به سبک وطراز معمار محلی تقیلیدی ساخته شده‌است، البته مسجد چندبار مورد مرمت وبازسازی قرار گرفته‌است، أما روی طراز معماری اصلی آن یعنی به همان طراز که در بادیء الأمر ساخته شده‌است، باقی مانده‌است.

## مشخصات ومصالح ساختمان
مصالح ساختمان از گچ و سنگ بوده‌است و مسجد به سبک معماری تقلیدی محلی ساخته شده‌است، ستون‌های آن از جهت به کار بردن قطعات سنگ‌تراشی شده نقوش گل و بوته قابل ملاحظه‌است. پوشش تزئینی تاق و سردرها و زینت‌کاری رواق‌ها با قطعات سنگ‌تراشیده شده آهکی فوق‌العاده جالب و ظریف صورت گرفته‌است. نقوش این رواق‌ها، از سبک نقش و نگار هندی تأثیر گرفته‌است. این مسجد از تزیین و گچبری مخصوص وزیبا، و با طاق‌های اکلیل و گچ بری‌های زیبا و خواصی برخوردار بوده‌است و قابل ملاحظه‌است ستون‌های بیرونی از چوب درخت تیک و مرنتی مخصوص در هند ساخته شده‌است وتوسط کشتی به نفقه «أحمد بن جاسم سیادی» به بحرین آورده شده‌است، سازندهٔ این مسجد مردی مقتدر توانا وصاحب ثروت کلانی بود، ویکی از معروفترین تجار اللؤلؤ در آن دوران بود. بنای مسجد بر روی سطح مرتفع تری از زمین‌های اطراف ساخته شده و مشتمل بر صحن و ایوان‌های ستون‌دار است. ورودی صحن مسجد از جبهه خاوری است. مسجد دارای محرابی مجلل با تزیینات و اکلیل گچبری است. پوشش مسطح تیر و چوبی این مسجد بر روی ستون‌های میانی و جرزهای کناری قرار گرفته‌است. تزیینات منحصر به آرایه‌های گچی است. در جبهه شمال شرقی حیاط اصلی مسجد مأذنه‌ای ساخته شده‌است. سقف مسجد از چوب مخصوصی به نام صندل یا (چندل) که از هندوستان و مومباسا آورده می‌شد ساخته شده‌است. حجم مسجد کوچک است، أما از نظر زیبایی قابل ملاحظه‌است، و دیدن از این بنای تاریخی بسار تماشایی و مورد پسند می‌باشد.

## مساحت وبازسازی
مساحت کلی مسجد سیادی در حدود (۳۶۶) متر مربع است، ودارای مناره‌ای زیبا است که به سبک معماری محلی بحرینی ساخته شده‌است. دارای صحنی وسیع، لیوان یا (ساباط) است، مدخل مسجد از ناحیهٔ شرقی است، وجلو مسجد فضای آزادی وجود دارد، مسجد مذکور در سال ۲۰۰۲ میلادی به‌طور کامل بازسازی شده‌است، موقع مسجد در محلهٔ (فریج الشیوخ) در شهر المحرق می‌باشد.